# Hanul Domnesc din Suceava
Hanul Domnesc din Suceava este un fost han medieval ce datează din secolul al XVII-lea, reprezentând cea mai veche clădire din municipiul Suceava ce nu este lăcaș de cult și care s-a păstrat în întregime până astăzi. Edificiul se află situat pe strada Ciprian Porumbescu nr. 5, în centrul orașului. În prezent aici funcționează Muzeul Etnografic „Hanul Domnesc”, deschis în anul 1968.
Hanul Domnesc, azi Muzeu Etnografic, a fost inclus pe Lista monumentelor istorice din județul Suceava din anul 2004, la numărul 171, având codul  SV-II-m-B-05476.

## Istoric
Hanul Domnesc din Suceava este cea mai veche clădire civilă din oraș ce s-a păstrat în întregime. Ea are două niveluri (parter și etaj), construite în perioade diferite.
În secolele al XV-lea și al XVI-lea în această zonă se aflau ateliere meșteșugărești (în special ateliere de olari). Pe locul unei clădiri mai vechi, este construită la sfârșitul secolului al XVI-lea și începutul secolului al XVII-lea o clădire cu parter și pivnițe.
Clădirea este atestată documentar în anul 1627 ca fiind casa lui Miron Barnovschi, domnitor al Moldovei (1626–1629, 1633). Acesta o donează Mitropoliei Sucevei pentru a fi transformată în han, iar veniturile obținute să fie folosite pentru „luminatul la sfintele moaște”. Clădirea are rolul de Han Domnesc, aici fiind adăpostiți oaspeți de seamă, mari negustori, călători străini sau dregători veniți la domnie.
În anul 1775, nordul Moldovei este anexat de către Imperiul Habsburgic. În perioada stăpânirii austriece, în Hanul Domnesc se amenajează o casă de vânătoare pentru membrii familiei imperiale, aici poposind boierii și demnitarii austrieci când se întorceau de la vânătoare. Construcția este consemnată în registrul delimitării proprietăților din anul 1786, ca locuință pentru membrii familiei imperiale când veneau la vânătoare. Clădirii i se adaugă un etaj cu patru încăperi, unde se pătrunde de pe o scară exterioară.
Către sfârșitul secolului al XVIII-lea imobilul este cumpărat de către baronul Kapri, iar la 1856 figurează în planul orașului Suceava sub denumirea Hanul Domnesc, pe strada Kaprigasse. După 1918, Hanul Domnesc devine proprietate particulară.
După instaurarea regimului comunist în România, imobilul este trecut în proprietatea statului, foștii proprietari, familia Colomeischi, primind o despăgubire de 53.189 de lei, adică aproximativ 50.000 de lei noi (la valoarea din anul 2006).

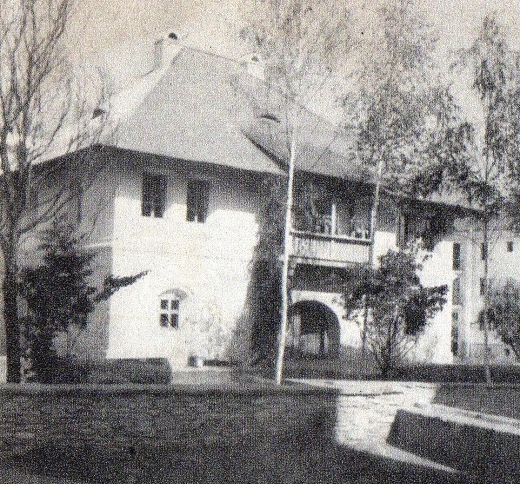
Hanul Domnesc în perioada comunistă

Între anii 1962–1966, clădirea este restaurată de la nivelul pivniței până la acoperiș, aspectul exterior fiind readus la forma originară. S-a urmărit reconstituirea elementelor de arhitectură interioară de la parter. În fosta bucătărie a hanului, pe locul cuptorului s-a ridicat un altul inspirat din cuptoarele moldovenești. La etaj s-au păstrat grinzile de stejar ale plafoanelor celor două coridoare.
La data de 28 iunie 1968, în clădirea fostului han se deschide Secția de Etnografie și Artă Populară a Muzeului Județean Suceava. În anul 1982 expoziția permanentă este reorganizată având ca idee de bază tematică reprezentarea complexă a celor șase zone etnografice ale județului: Suceava, Fălticeni, Humor, Rădăuți, Câmpulung și bazinul Dornelor. Ulterior, clădirea devine sediul Muzeului Etnografic al Bucovinei. O nouă reorganizare este finalizată în 2003. În urma acestor lucrări, parterul clădirii reconstituie un han din perioada secolelor al XVIII-lea și al XIX-lea, care găzduia oaspeți de seamă, dregători, negustori, ce străbăteau drumurile comerciale și se opreau în târgul Sucevei.
După Revoluția din 1989 clădirea fostului Han Domnesc este revendicată în instanță de către Ustinia Colomeischi, moștenitoarea foștilor proprietari ai imobilului. În anul 2004 Tribunalul Suceava respinge solicitarea de retrocedare pe motiv că imobilul face parte din categoria clădirilor de utilitate publică. Recursul făcut de solicitantă la Curtea de Apel Suceava nu se mai judecă pentru că între timp apare Legea 247/2005 privind retrocedarea integrală a proprietăților, iar acțiunea în instanță este suspendată.
Ca urmare a acestei legi, Ustinia Colomeischi depune în 2005 o notificare la un executor judecătoresc, care pune în vedere Complexului Muzeal Bucovina că această clădire și terenul aferent trebuie restituite în natură proprietarului de drept. Se stabilește ca Ustinia Colomeischi să achite Complexului Muzeal Bucovina contravaloarea actualizată a construcțiilor și dotărilor ce s-au efectuat după preluarea clădirii de către muzeu, precum și despăgubirea de 53.189 de lei primită de familia sa. Conform legii, proprietarul este obligat să păstreze destinația clădirii timp de trei ani. Consiliul Județean Suceava are drept de preempțiune pentru cumpărarea imobilului. Într-o convenție anterioară încheiată de Consiliul Județean cu Ustinia Colomeischi s-a stabilit suma de un milion de lei ca preț al tranzacției.
Ca urmare a Hotărârii de Guvern nr. 1471 din 26 decembrie 2009, mai multe clădiri care aparțineau Complexului Muzeal Bucovina și anume Hanul Domnesc, Mănăstirea Zamca, muzeele de istorie și științe ale naturii sunt trecute din proprietatea Ministerului Culturii în proprietatea publică a Consiliului Județean Suceava.

## Arhitectură

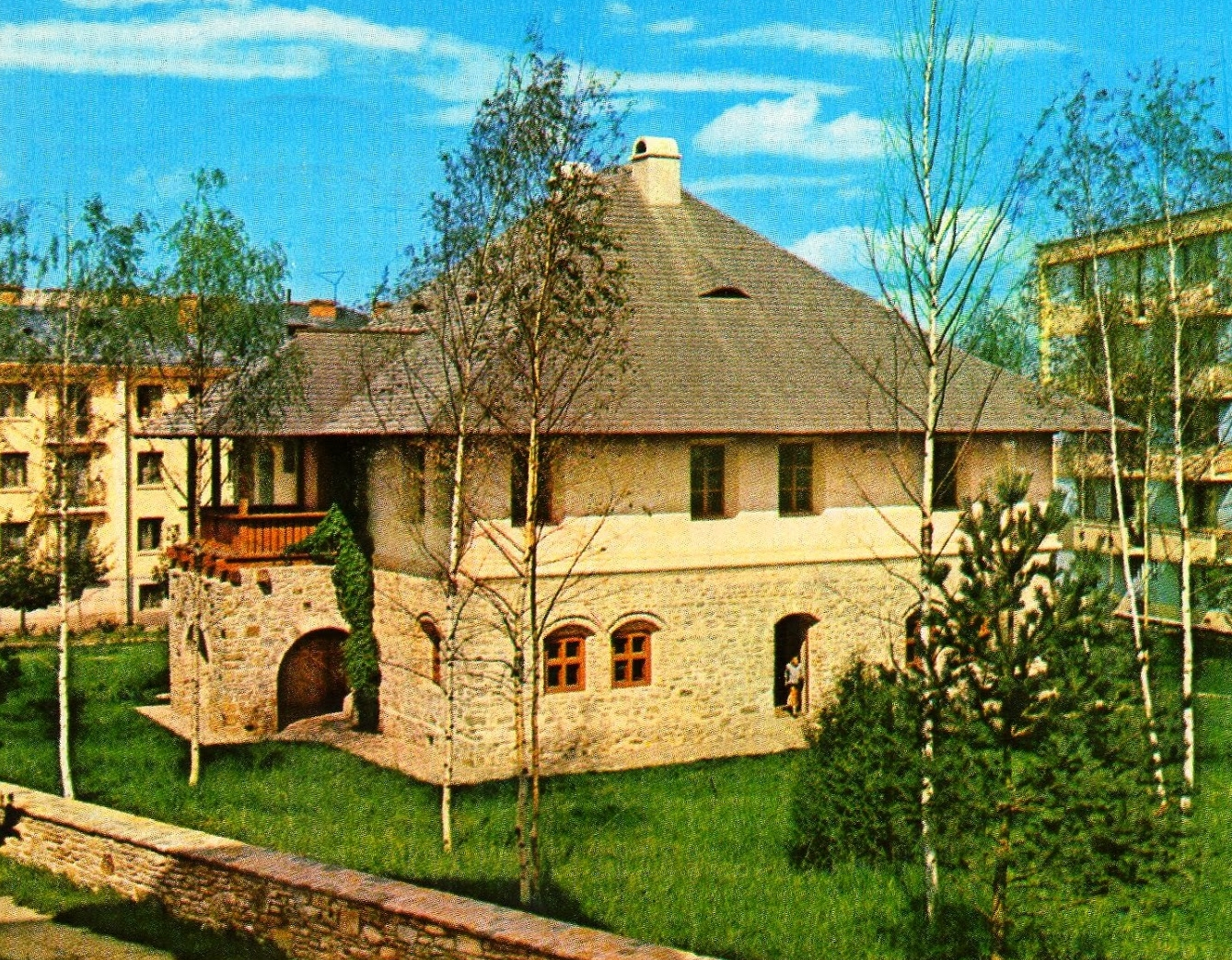
Hanul Domnesc după restaurare (1968)

Construcție masivă, cu ziduri groase din piatră și cărămidă, cu acoperișul din șiță, în interior cu arce în stil specific moldovenesc, clădirea fostului Han Domnesc se impune ca unul din cele mai prețioase monumente de arhitectură civilă din Suceava. Imobilul este alcătuit din două niveluri și pivnițe. Parterul are ziduri groase din piatră, având un gang central de unde se pătrunde în patru încăperi. Camerele au intrări cu portale în arc semicircular, pardoseli de cărămidă, tavane boltite și ferestre supraînălțate de arcuri semicirculare.
Accesul către etaj – construit la aproape două secole după edificarea primului nivel al clădirii – se realizează pe o scară exterioară aflată în curte. Etajul se compune din patru camere dispuse pe două coridoare în cruce. Aici se remarcă grinzile de stejar ale tavanului și stâlpii de cerdac, decorați cu motive geometrice și florale stilizate, realizate prin crestare.
Accesul în pivniță se face din gangul central de la parter. Gangul de intrare, cu bolta joasă și rotundă în care se pierd arcadele pereților, cu pardoseala din piatră de carieră, este reprezentativ pentru stilul de arhitectură veche moldovenească. Pivnița are tavane boltite și este compusă din două încăperi.
Curtea fostului han este împrejmuită cu un gard masiv din piatră și fier forjat, accesul în incintă realizându-se de pe latura de nord, din strada Ciprian Porumbescu.

## Muzeul Etnografic

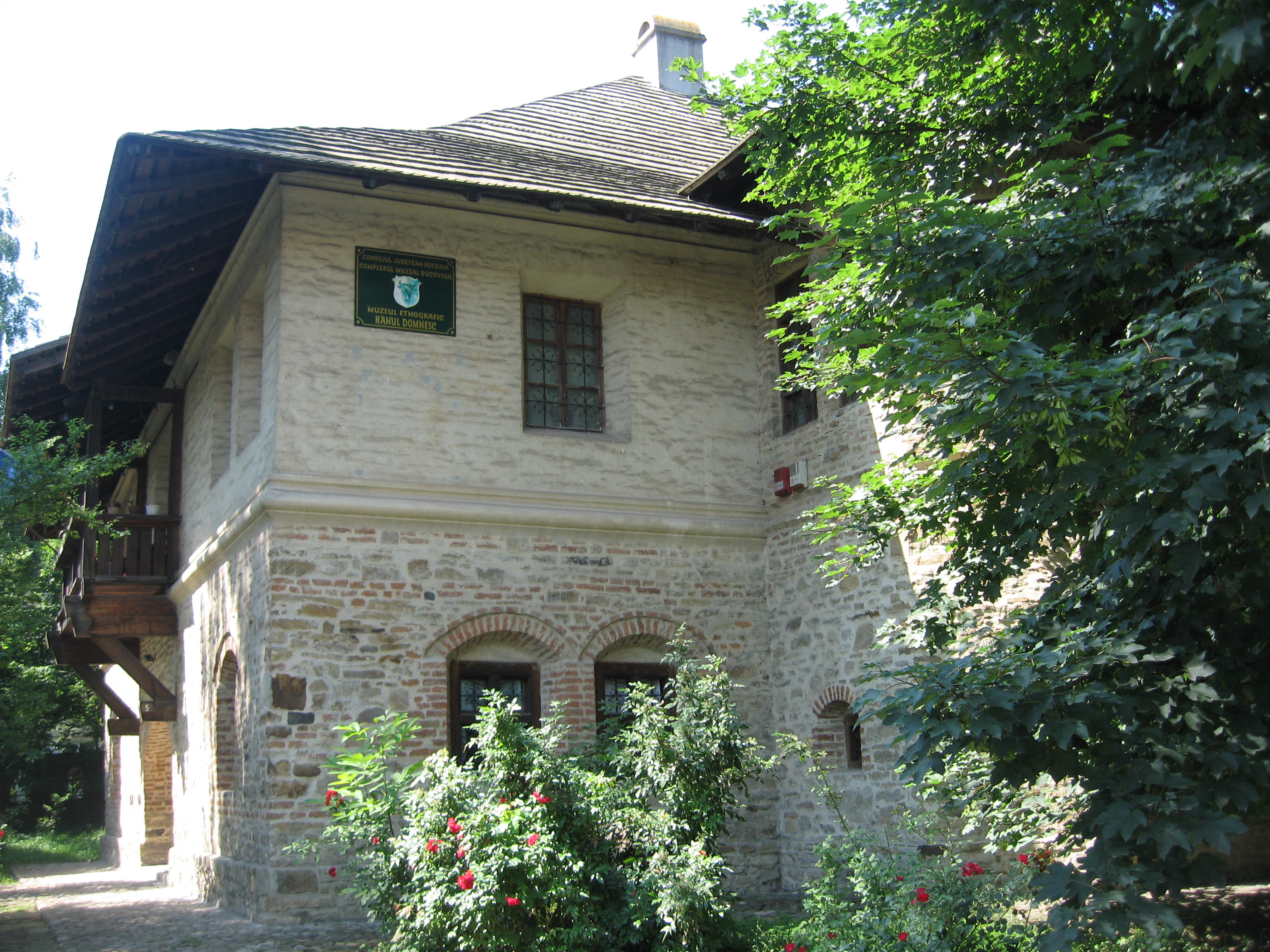
Muzeul Etnografic „Hanul Domnesc”

La data de 28 iunie 1968, în clădirea fostului han se deschide Secția de Etnografie și Artă Populară a Muzeului Județean Suceava. La parter se organizează o expoziție permanentă care reconstituie atmosfera de epocă a unui han din secolul al XVIII-lea; în holul de intrare sunt expuse piese de harnașament (șei, tarnițe, curele, hamuri) și obiecte legate de transport și vânătoare. Este expusă o căruță, un mic atelier de fierărie cu nicovală, ciocane, clești.
În camerele de la parter sunt reconstituite mai multe încăperi ale unui han medieval:
- sala de han – care este destinată servirii mesei. Aici se află mese cu laițe și scaune, poliță cu vase din ceramică, blidare, butoiașe, balerci, colțare.
- salonul de oaspeți – în care se află o sobă de teracotă de influență austriacă, piese sculptate de mobilier: masă cu scaune cu spătare înalte, dulap cu vitrină pentru veselă și piese de porțelan, sticlă și metal (farfurii, căni, suporturi pentru pahare, tăvi, tabacheră, lulea etc.). Pe pereți este expus un rastel cu puști de vânătoare, o panoplie cu pistoale și pumnale, precum și blănuri de mistreț.
- camera de odihnă – cu mobilier specific: sobă de încălzit, pat cu tăblii, banchetă, jilț, scrin, cufăr pentru haine, lavoar cu oglindă cu cană și lighean de porțelan.
- cămara – în care se află obiecte de uz casnic necesare preparării hranei: râșniță de mână, teasc pentru ulei, cumpănă, cofă pentru apă, butoaie, butoiașe, balerci, saci pentru făină, tăvi de copt, piuă.
- bucătăria – cu un cuptor cu plită, rolă și cuptor de pâine, precum și cu alte obiecte de mobilier (masă, blidare, laiță, lingurare), vase pentru mâncare (oală pentru sarmale, chiup pentru borș, tăvi, tigăi, oale, căni) și alte ustensile (lopată, clește, cociorvă, piuă pentru sare, linguroaie).

Pivnița are două încăperi legate între ele printr-un culoar boltit. În prima dintre ele sunt expuse butoaie pentru băuturi și pentru alimente, iar în a doua încăpere este amenajată o cramă cu mese și laițe cu obiecte din lemn și ceramică.
La etajul clădirii sunt expuse piese importante de etnografie și artă populară din principalele zone etnografice ale județului: Suceava, Fălticeni, Rădăuți, Humor, Câmpulung Moldovenesc și Dorna. Sunt de menționat țesături (ștergare, traiste, costume tradiționale, scoarțe, lăicere), haine de blană (cojocel, pieptar, pieptar cu poale), obiecte din lemn (furcă de tors, blidare, tacâmuri), obiecte de ceramică neagră de Marginea și de ceramică smălțuită de Rădăuți, salbele de zestre, ornamente de mărgele, coarne pentru praf de pușcă etc.
În prezent, acest spațiu muzeal poartă denumirea Muzeul Etnografic „Hanul Domnesc”, aparține și este administrat de Muzeul Național al Bucovinei.

## Imagini

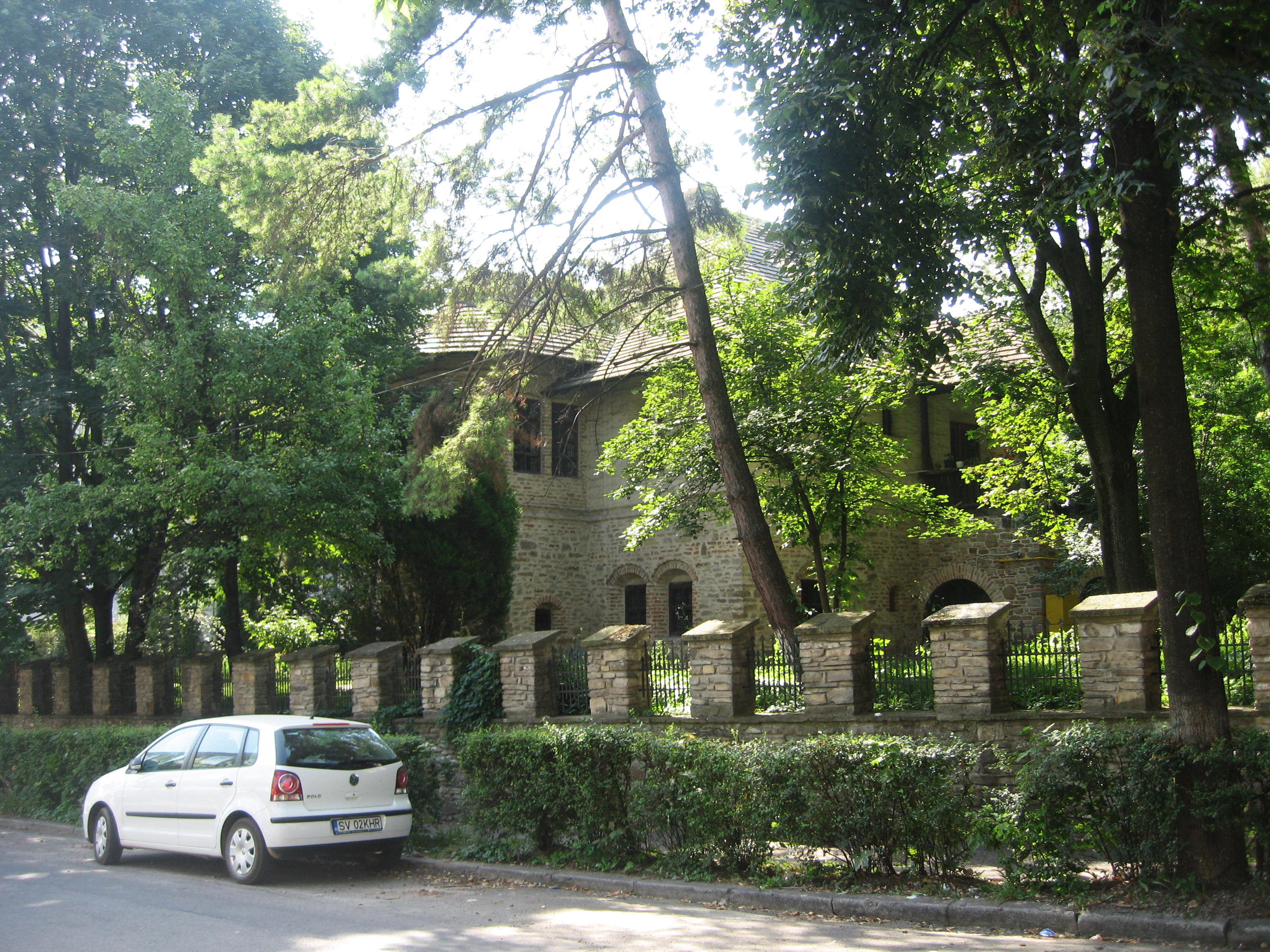
Hanul Domnesc din Suceava
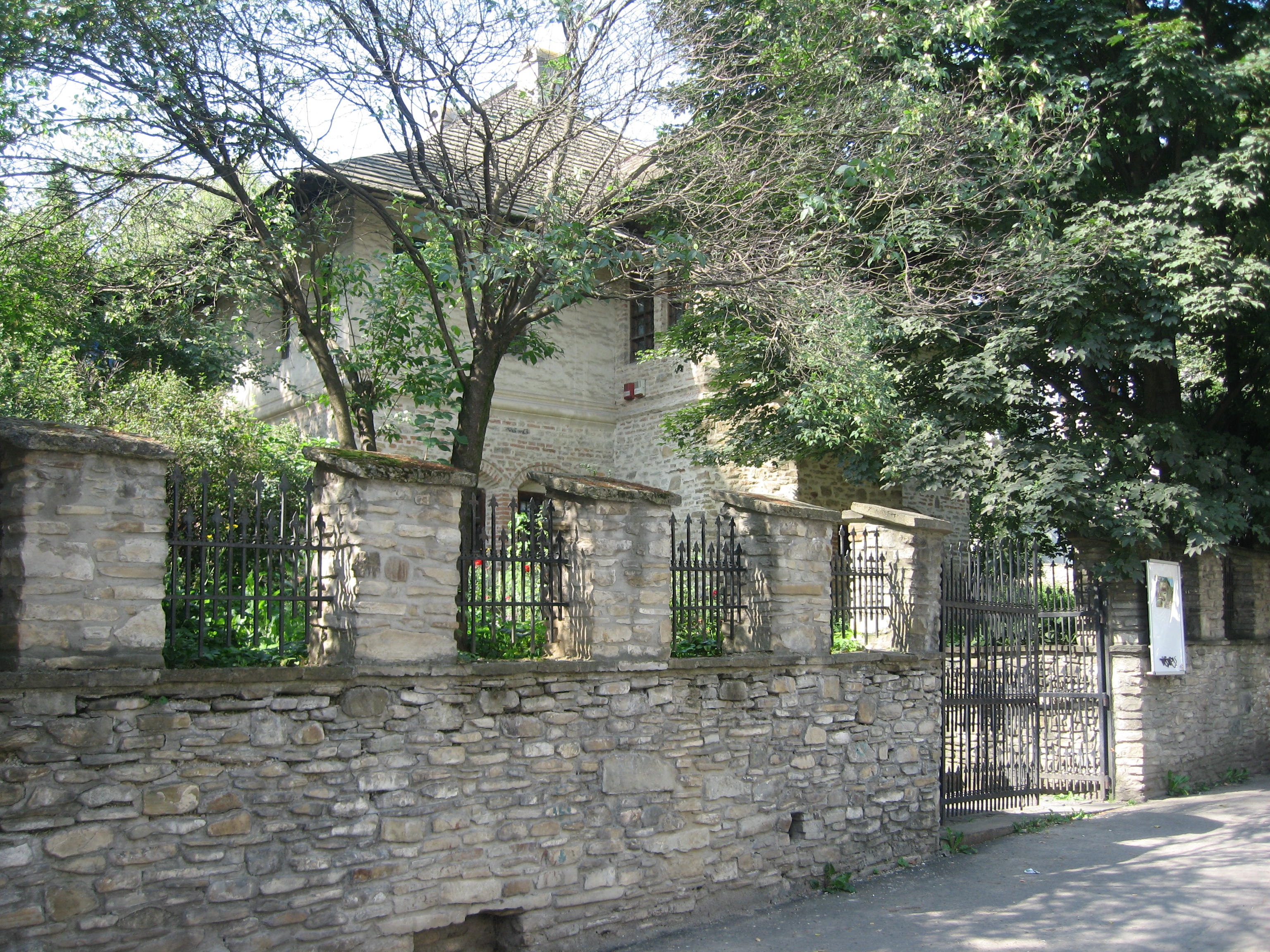
Hanul Domnesc din Suceava
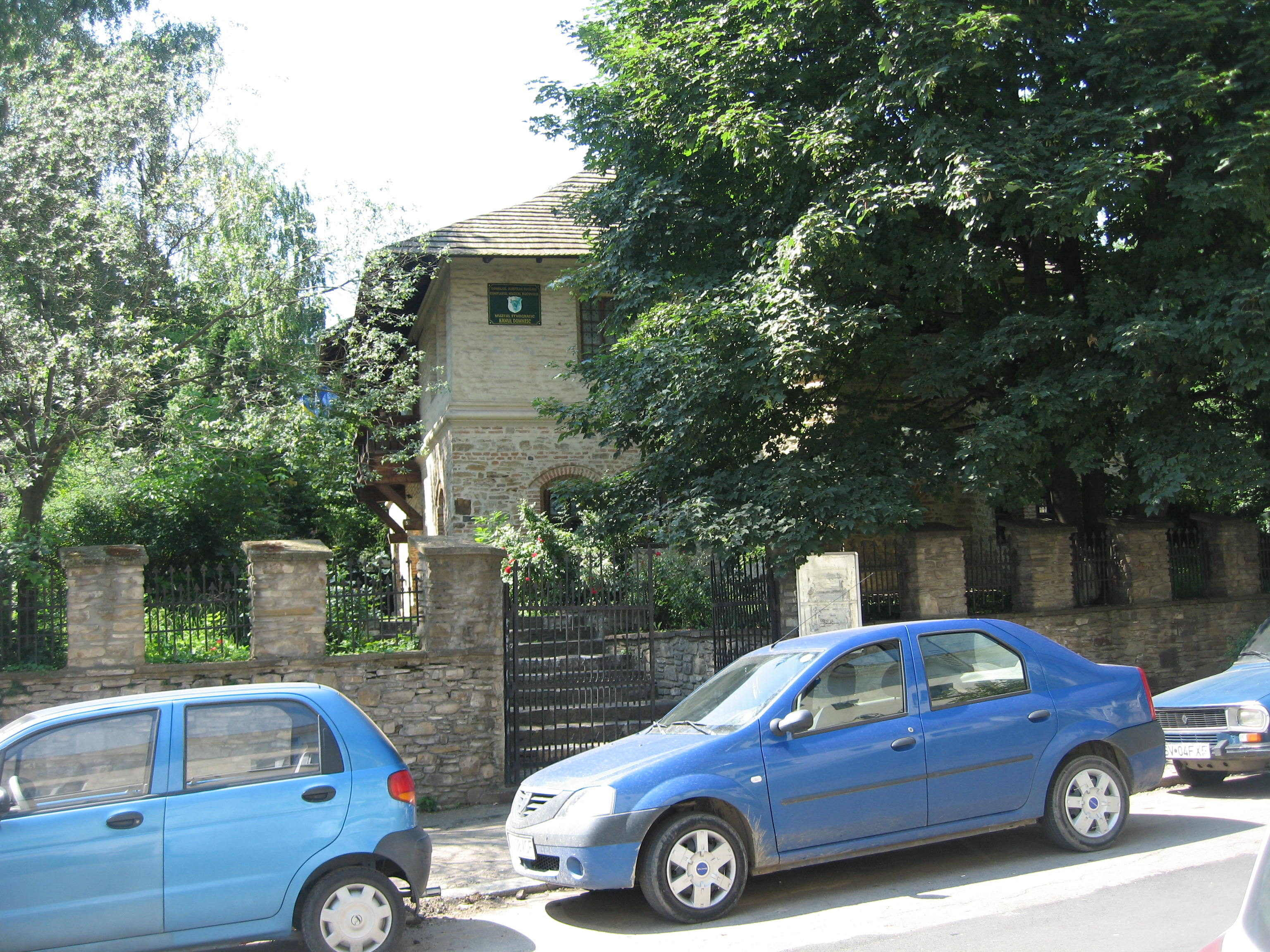
Hanul Domnesc din Suceava
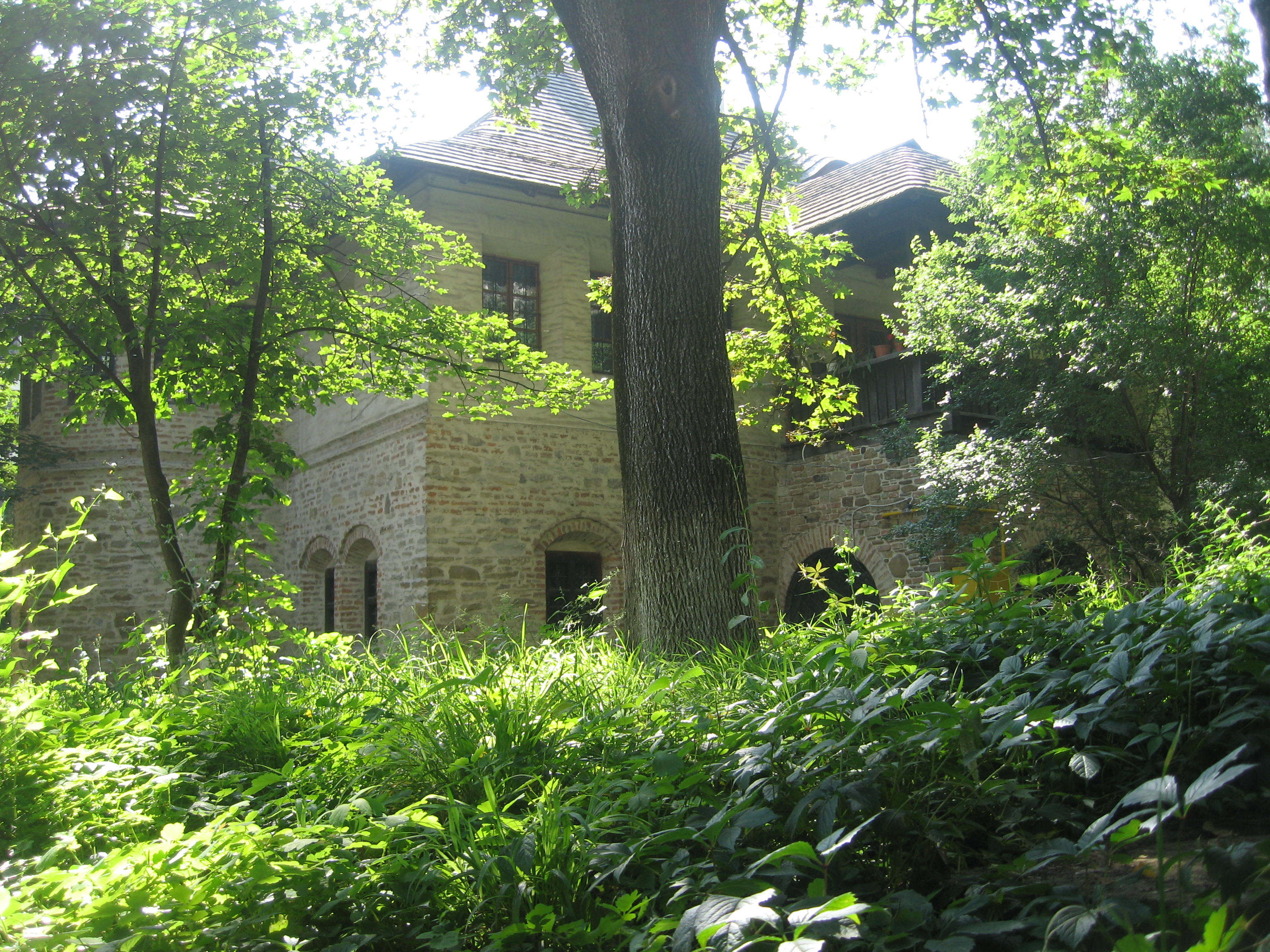
Hanul Domnesc din Suceava
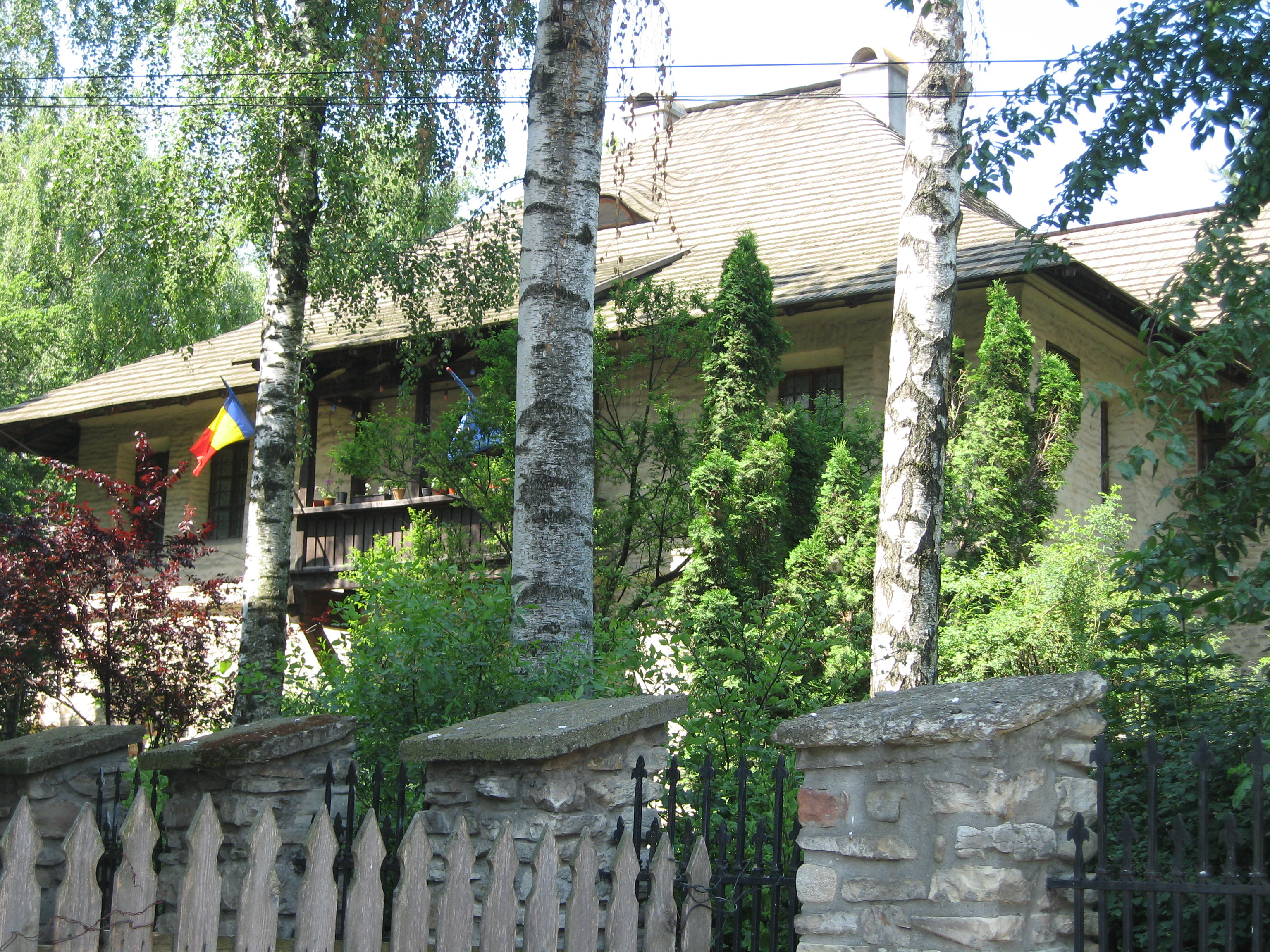
Hanul Domnesc din Suceava
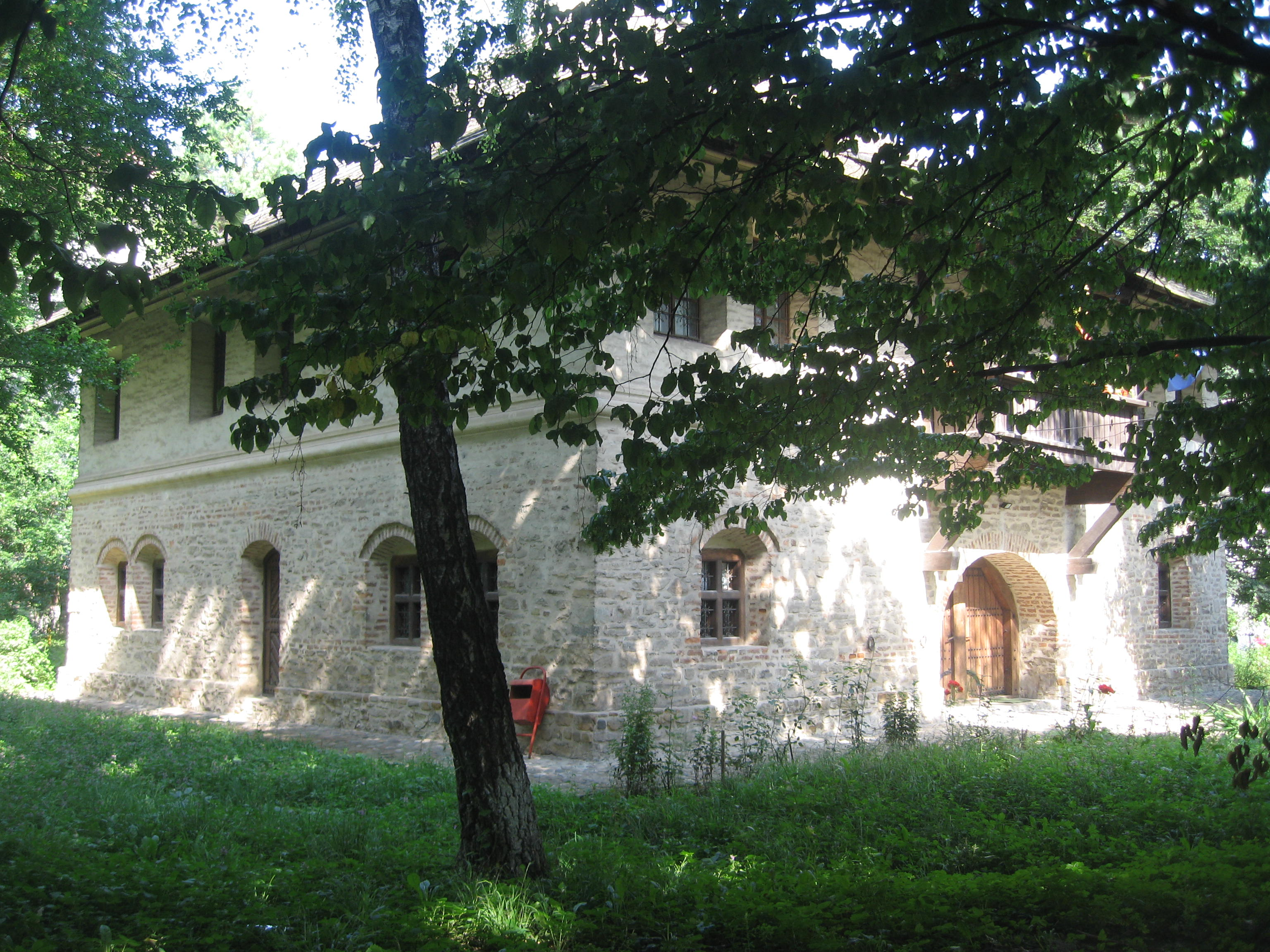
Hanul Domnesc din Suceava
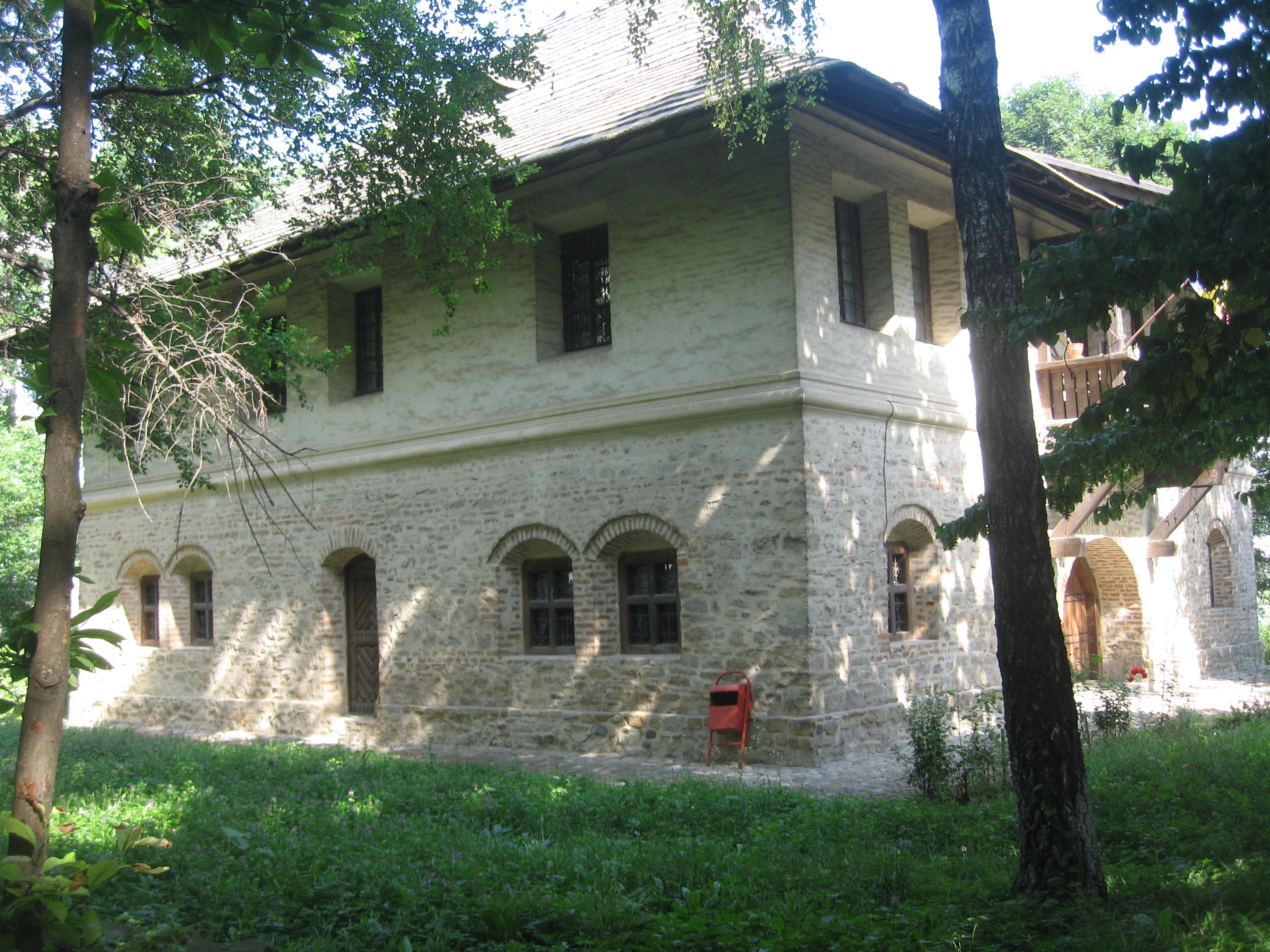
Hanul Domnesc din Suceava
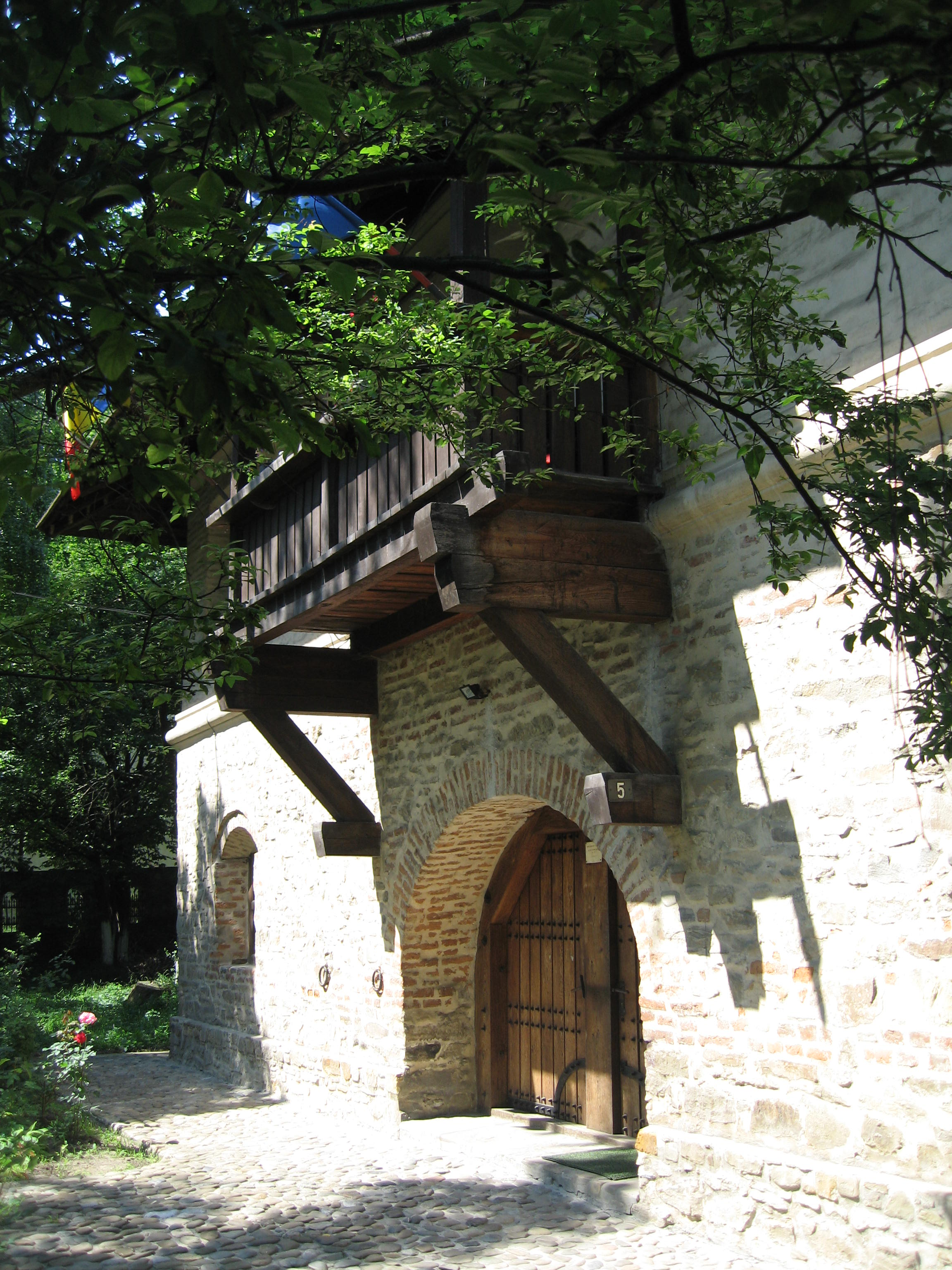
Hanul Domnesc din Suceava